# ノイズポップ
ノイズポップ (Noise pop)はロックのジャンルのひとつ。無調のノイズやフィードバック・ノイズや激しくディストーションをかけたギターをミックスし、ノイジーだがポップなメロディーを際立たせたサウンドを展開する。
初期ヴェルヴェット・アンダーグラウンドのフィードバックやディストーションを多用した音楽性がこのジャンルに大きく影響を与えており、またノイズポップの先駆者はジーザス&メリーチェインおよび彼らのデビューアルバム『サイコキャンディ』(1985年)だと言われており、このアルバムは1980年代後半からイギリスで流行するシューゲイザーに大きな影響を与え、2000年代以降のニューゲイザーと呼ばれる世代のシューゲイザーバンドにも影響が及ぶ。他にもヨ・ラ・テンゴなどがこのジャンルに分類される。